# Copa Santa Catarina de Futebol Sub-20
A Copa Santa Catarina de Futebol Sub-20 é uma competição de futebol organizada pela Federação Catarinense de Futebol (FCF), realizada anualmente a partir de 2016. Teve sua primeira edição sendo conquistada pelo Figueirense, que venceu a Chapecoense na final. Já na segunda edição do torneio o Criciúma venceu o Avaí por 2 a 0, desta vez na final em jogo único.
Após as duas primeira edições, a competição foi paralisada por 4 anos até que, no ano de 2022, a federação voltou a relizar a disputa. E foi neste ano que o Avaí sagrou-se campeão de forma invícta e pela primeira vez, vencendo o Hercílio Luz na final com um empate no jogo de ida e vitória no jogo de volta.
A competição visa valorizar o trabalho realizado pelos clubes em suas categorias de base, colaborando para o surgimento de novos atletas para o futebol brasileiro, atendendo o escopo do Estatuto do Torcedor ao fomentar o futebol.

## Sistema de disputa
A disputa se dá no sistema "misto" em todo o campeonato, ou seja, na primeira fase todos os times se enfrentam entre si. os quatro primeiros colocados se classificam para a semi-final.
Na fase semi-final as equipes se enfrentam no sistema "mata-mata", em jogos de ida e volta. Os dois vencedores da segunda faze se enfrentam na final também em jogos de ida e volta.
Critérios de desempate
Caso haja empate de pontos entre dois clubes, os critérios de desempates serão aplicados na seguinte ordem:
1. Número de vitórias;
2. Saldo de gols;
3. Gols marcados;
4. Confronto direto;
5. Número de cartoes vermelhos;
6. Número de cartoes amarelos;
7. Sorteio.[7]

As equipes tem o direito de realizarem até seis substituições, respeitando o número máximo de três interrupções na partida. Cada clube pode inscrever até cinco atletas com idade acima de 20 anos, sendo que apenas três podem atuar simultaneamente.

## Títulos por clubes

### Artilheiros por edição
| Ano  | Artilheiro      | Clube             | Gols |
| ---- | --------------- | ----------------- | ---- |
| 2016 | Michel          | Criciúma          | 6    |
| 2017 | Ronaldo da Cruz | Operário de Mafra | 10   |
| 2022 | Gustavo Modesto | Avaí              | 11   |